# يوحنا تالاياس
كان يوحنا تالاياس (Πατριάρχης Ιωάννης Α΄) بطريرك الإسكندرية للروم الأرثوذكس من 481 الي 482.  تم رسامته عام 481 ، خلفًا لتيموثاوس الثالث سالوفاكيولوس .
كان مؤيدًا ومقتنعًا بمجمع خلقيدونية ورفض التوقيع على وثيقة الهينوتيكون الذي أقترحها الإمبراطور زينون . وبسبب هذا، طرده الإمبراطور وثبت مكانه بطرس منغوس المعترف بالميافيزية بطريرك شرعي على شرط ان يوقع الهينوتيكون. امتثل بطرس منغوس واعترف به بطاركة أنطاكية والقسطنطينية.
هرب يوحنا إلى روما، حيث رحب به البابا سيمبليكوس . رفض هذا البابا، أو خليفته فيلكس الثالث ، الاعتراف ببطرس منغوس ودافع عن حقوق يوحنا تالاياس في رسالتين إلى أكاكيوس أسقف القسطنطينية. لكن أكاسيوس حافظ على الهينوتيكون والشركة مع بطرس منغوس ، فقام البابا بحرم أكاكيوس وبطرس منغوس في 484. استمر هذا الانقسام الأكاسي حتى عام 519.
تخلى يوحنا تالاياس في النهاية عن مطالبته بكرسي الإسكندرية وأصبح أسقفًا لنولا . (en)